# OWSLA
Owsla (reso graficamente come OWSLA) è un'etichetta discografica di proprietà di Skrillex, Bitvargen, Kathryn Frazier, Blaise James e Clayton Blaha. Skrillex ha annunciato la nascita dell'etichetta il 17 agosto 2011.
Skrillex (Sonny Moore) ha rivelato durante la trasmissione del suo show radiofonico Mothership 3 che il nome Owsla proviene dal film La collina dei conigli, e si riferisce al nome de "l'esercito coniglio élite" nel film.

## Storia
Nel 2012, l'etichetta lancia un abbonamento mensile, Nest, con vantaggi tra cui l'accesso anticipato alle release dell'etichetta. Nel 2013, Bromance Records collabora con l'etichetta per creare una filiale americana intitolata BromanceUS con pubblicazioni di Gesaffelstein, Illangelo, Brodinski e Louisahhh!!!. Un anno dopo, l'etichetta lancia la campagna benefica Nestivus, una serie di iniziative per le vacanze con tutti i proventi destinati alla musica internazionale senza scopo di lucro, Bridges for Music. Il 18 settembre 2016, l'etichetta celebra i cinque anni di fondazione con una festa a Los Angeles. In un video pubblicato sul canale YouTube, Skrillex ha parla dell'establishment, dicendo "Faccio musica perché amo la musica e tutto parte da lì. E mi circondo di brave persone in cui credo. Credo che sia importante creare la tua famiglia." Il direttore generale dell'etichetta, Blaise DeAngelo afferma che Skrillex in precedenza, come molti altri artisti, ha avuto problemi con le etichette discografiche, il che implicava che gli aveva causato la creazione della sua. Owsla è stata descritta come un'etichetta avviata per gli artisti di musica elettronica che "non potevano ottenere buoni affari con le etichette o le risorse e il supporto di cui avevano bisogno". Spitfire di Porter Robinson è stato il debutto dell'etichetta. Le pubblicazioni che seguirono, come Shave It di Zedd, Aleph di Gesaffelstein e Jaguar di What So Not, furono descritte come le più importanti. Chris Morris ha spiegato che "Affinché un artista possa essere firmato, deve esserci quella passione dall'alto verso il basso", affermando che si tratta di una società "guidata dall'artista". Il 5 maggio 2017, l'etichetta pubblica una compilation intitolata Howsla (pronunciata house-la). È stato descritto da Pitchfork come "un approccio focalizzato che è in gran parte modellato sulla linea di basso, uno stile dal nord del Regno Unito che si distingue per melodie unte di fascia bassa, tamburi duri e un senso di swing scivoloso". Un'altra filiale dell'etichetta è Owsla Goods, che si occupa di moda.
Dal 2020, con l'EP Boycyle di Salvatore Ganacci come ultima release, l'etichetta pubblica esclusivamente le produzioni di Skrillex.